# Perrine
Perrine (jap. ペリーヌ物語, Perīnu monogatari, wörtlich: Geschichte über Perrine) ist eine Anime-Fernsehserie, die auf dem Roman En Famille des französischen Schriftstellers Hector Malot basiert. Als Teil der World Masterpiece Theater-Reihe des Animationsstudios Nippon Animation erschien die Serie 1978 in Japan und wurde später international vermarktet.
Die Geschichte spielt im 19. Jahrhundert zur Zeit der Industriellen Revolution in Frankreich.

## Handlung
Nachdem ihr Vater in Bosnien gestorben ist, lebt das Mädchen Perrine zusammen mit seiner Mutter in einem von einem Esel gezogenen Wagen. Die beiden sind arm und verdienen sich ihren Lebensunterhalt mit Fotografieren. Begleitet von ihrem Hund Baron wollen sie in die Stadt Maraucourt (Frankreich), um dort Perrines Großvater väterlicherseits, einen Fabrikbesitzer, zu finden. Dieser hält nichts von seiner Schwiegertochter, Perrines Mutter, weil sie keine Französin, sondern (Halb-)Inderin ist (Vater ist ein englischer Wissenschaftler, Mutter Inderin). Er hat jeglichen Kontakt mit der Familie abgebrochen.
Auf der Reise erkrankt die Mutter, sie bleiben dadurch eine Weile in Paris um sie durch einen Arzt behandeln zu lassen. Um die Behandlung und die Medikamente bezahlen zu können, müssen sie ihren Wagen sowie die Fotoausstattung verkaufen. Da es nicht lange ausreicht verkaufen sie auch ihren Esel Parikal an die Altmetallhändlerin Madame la Krikri. Es hilft alles nichts und die Mutter stirbt in Paris. Das Mädchen muss die letzten 150 km größtenteils alleine bestreiten. Als Perrine an ihrem Ziel ankommt, gibt sie sich nicht zu erkennen, da ihr Großvater weiterhin Perrine und ihre Mutter verachtet. Sie nimmt eine Stelle in der Fabrik ihres inzwischen blinden Großvaters an, nennt sich aber Aurelie um sich nicht zu verraten sollte er zufällig von seiner Enkelin erfahren. Aufgrund ihrer Englisch-Kenntnisse, die sie beim Aufbau einer neuen Maschine unter Beweis stellt (der eigentliche Übersetzer liegt mit Lungenentzündung im Krankenhaus), stellt ihr Großvater sie als Privatsekretärin ein, damit sie ihm ausländische Briefe übersetzen kann. Er lässt sie neu einkleiden und später auch in seiner Villa wohnen. Der Großvater lässt trotz seiner Abneigungen gegen die indischen Wurzeln seiner Schwiegertochter nach seinem Sohn suchen, weil er selbst bereits alt ist und die Fabrik seinem Sohn übergeben möchte. Durch diese Nachforschungen erfährt er von dem Tod seines Sohnes und dessen Frau. 
Er gewinnt Aurelie immer lieber und hegt auch irgendwann die Vermutung, dass sie seine Enkelin ist. Sein Anwalt bestätigt dies durch Nachforschungen in Paris. 
Am Ende der Geschichte lässt der Großvater sich operieren, um sein Augenlicht wiederzuerlangen und seine Enkelin zu sehen.

## Entstehung und Veröffentlichungen
Nippon Animation produzierte 53 Episoden zu je 25 Minuten. Regie führte Shigeo Koshi. Bei den ersten 29 Episoden stand ihm Hiroshi Saitō zur Seite. Saitō war gemeinsam mit anderen auch für das Storyboard des Animes zuständig, während Shūichi Seki das Charakterdesign entwarf. Das Titellied Perrine Monogatari und den Abspann Kimagure Baron sang Kumiko Ōsugi.
Die 53 Episoden liefen von 1. Januar bis 31. Dezember 1978 auf Fuji TV erstmals im japanischen Fernsehen. Die Serie erfreute sich, wie die meisten World-Masterpiece-Theater-Serien, in Japan großer Beliebtheit. Sie wurde auf VHS und DVD veröffentlicht.
Die Serie erschien auch in spanischer, italienischer und deutscher Synchronisation. Die deutsche Fassung lief erstmals von 1. Januar bis 21. Februar 1985 auf Sat.1. Diese besteht lediglich aus 52 Episoden, anstatt wie im japanischen Original aus 53. Die Episoden 40, 41 und 42 wurden in der deutschen Fassung zu zwei Episoden zusammengeschnitten. Im selben Jahr lief sie auch in Österreich. Das Titellied der deutschen Fassung wurde von Katja Ebstein gesungen.
KSM Anime lizenzierte 2008 die Serie, um sie auf DVD zu veröffentlichen.

## Synchronisation
| Rolle             | Japanischer Sprecher | Deutscher Sprecher |
| ----------------- | -------------------- | ------------------ |
| Erzähler          | Utako Shibusawa      | Joachim Nottke     |
| Perrine           | Hiromi Tsuru         | Janina Richter     |
| Mari, ihre Mutter | Masako Ikeda         | Barbara Adolph     |
| Großvater         | Kinshirou Iwao       | Jochen Schröder    |
| Francoise         | Haru Endou           | Tilly Lauenstein   |
| Monsieur Taruelle | Eiji Maruyama        | Jürgen Thormann    |

Quelle: synchronkartei.de